# 1995 WX1
1995 WX1 är en asteroid i huvudbältet som upptäcktes den 16 november 1995 av de båda japanska astronomerna Naoto Satō och Takeshi Urata vid Chichibu-observatoriet.
Asteroiden har en diameter på ungefär 16 kilometer.